# Helicella sabulivaga
Helicella sabulivaga is een slakkensoort uit de familie van de Hygromiidae. De wetenschappelijke naam van de soort is voor het eerst geldig gepubliceerd in 1881 door J. Mabille.